# 高縄山
高縄山（たかなわさん）は、愛媛県松山市にある、県の北部にあって高縄山地を形成する標高985.9mの山である。

## 概要
山頂付近一帯は奥道後玉川県立自然公園に指定されている。ブナの原生林があり、11月下旬の紅葉の時期には美しい。山頂付近に伊予の豪族河野氏の菩提寺である高縄寺（真言宗醍醐派）がある。かつて山頂付近には河野氏の居城の高縄城があったとされる。また山頂近くの沢が河野川の源流で、現地には石碑と小さな祠が建立されてある。

## 山頂
山頂には電波塔と展望台、高縄権現を祀る祠がある。展望塔からは、北条鹿島、中島など忽那諸島や斎灘の島々を眺望することができる。また、北東側には今治市の市街を一望することができる。さらに、松山平野（道後平野）や道前平野（新居浜平野または周桑平野）もかすかに望むことができる。また、眼下西方面には北条平野の田園風景が広がる。

## アクセス
北条側と奥道後側との両方から自動車で山頂テレビ塔直下まで行くことが可能で、そこには数台の駐車スペースがある。さらに、その手前には広い駐車場もある。2015年10月、松山市がこの駐車場の一角に環境配慮型のトイレを設置した。

## 高縄石
2001年、高縄山の遊歩道において採取された鉱物が、2012年、国際鉱物学連合により新鉱物として認められた。鉱物の名は、山名から高縄石（タカナワアイト）と命名された。

## ギャラリー

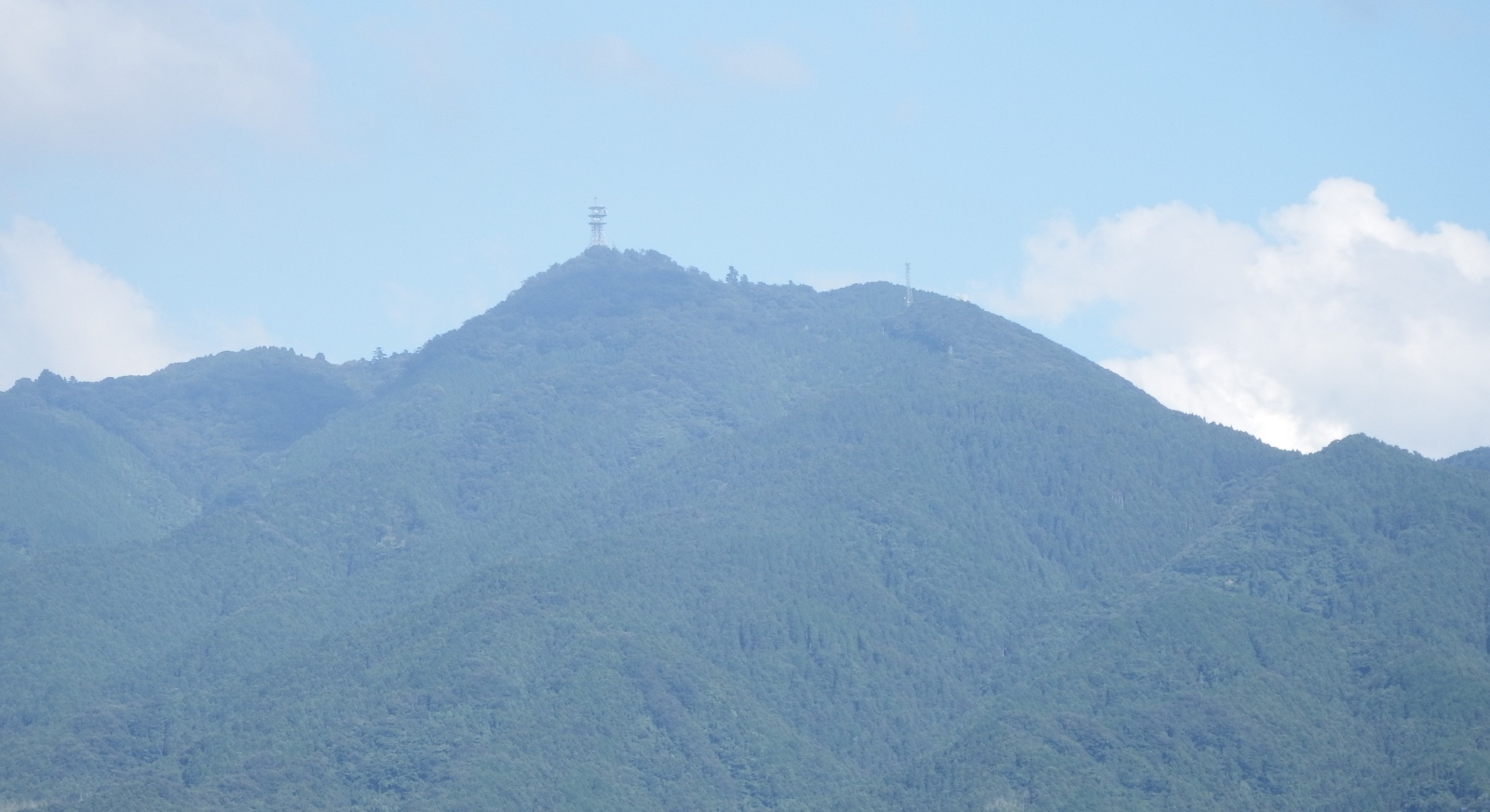
北条バイパスより
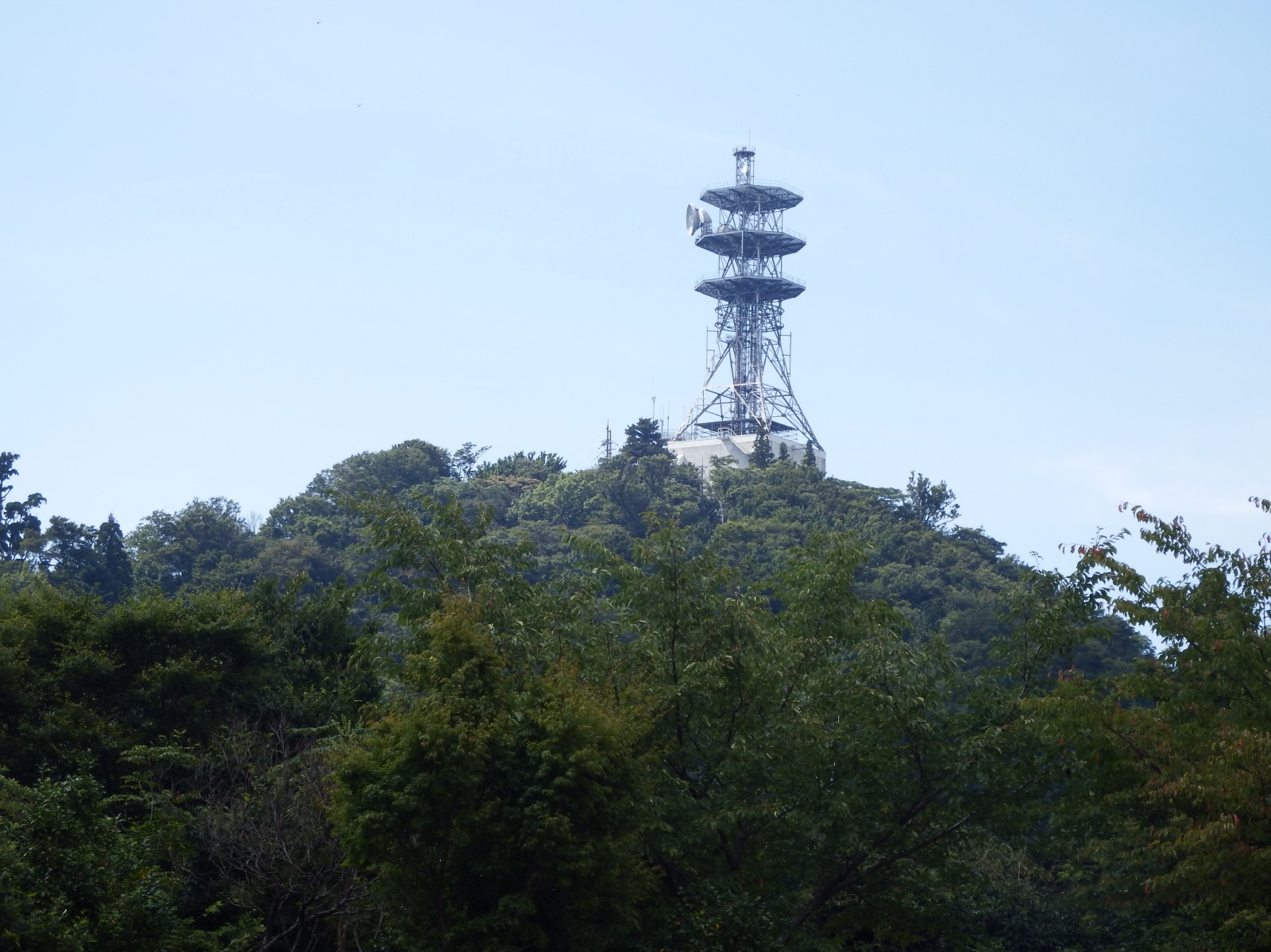
山頂部分
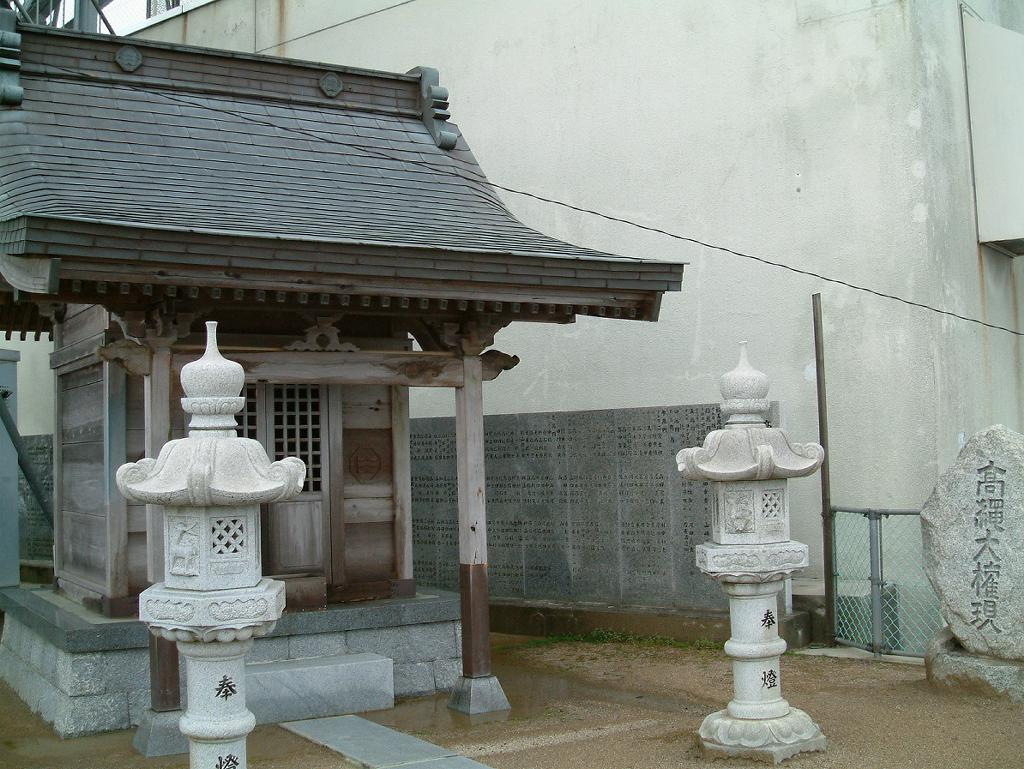
高縄権現を祀る祠
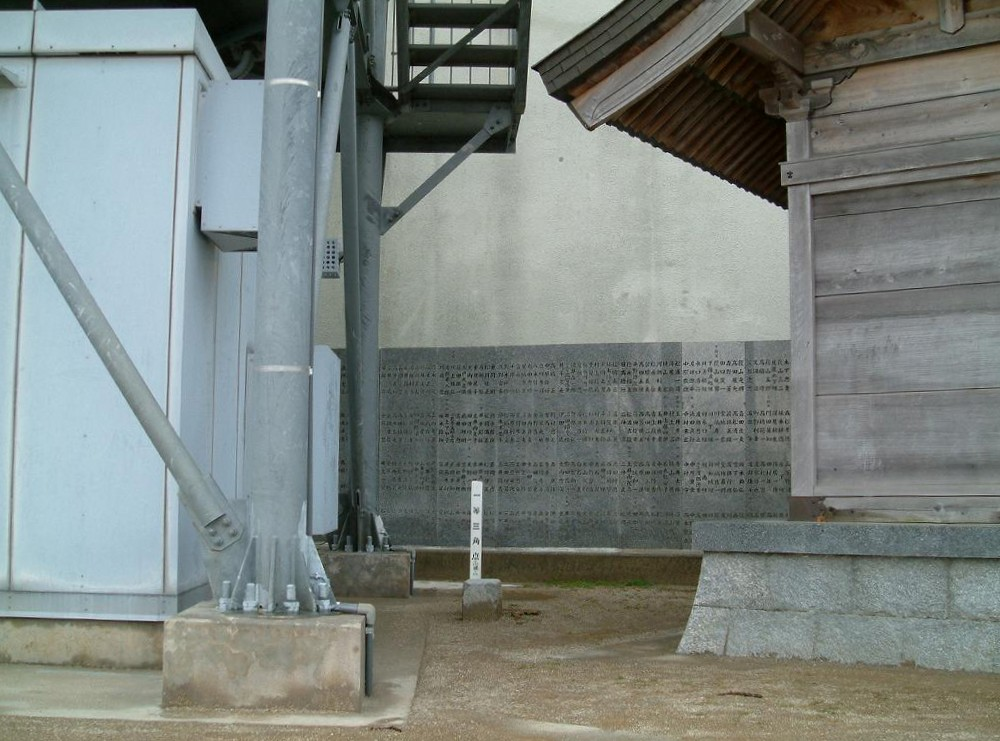
その祠の後ろに一等三角点
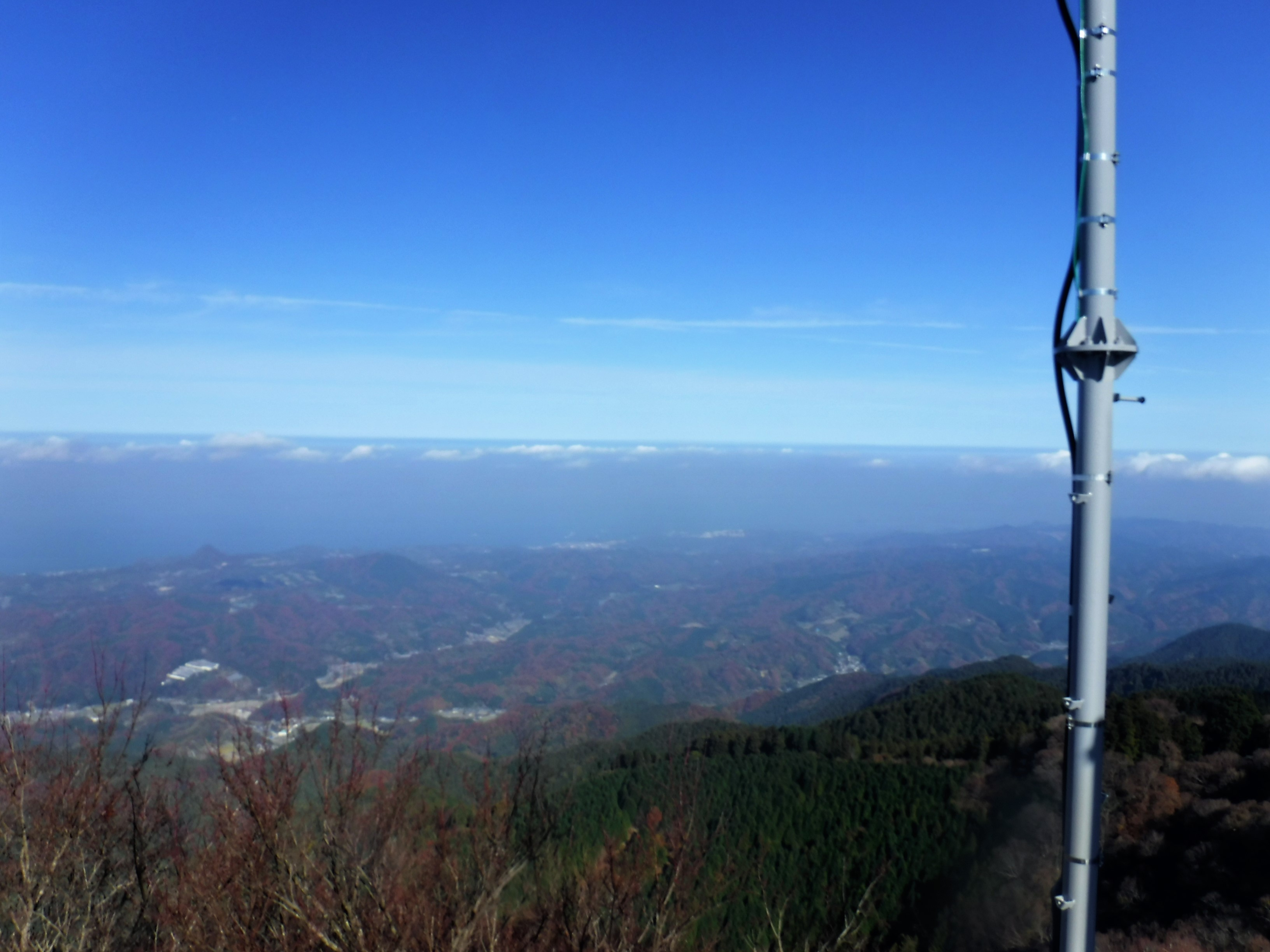
山頂から瀬戸内海の眺め
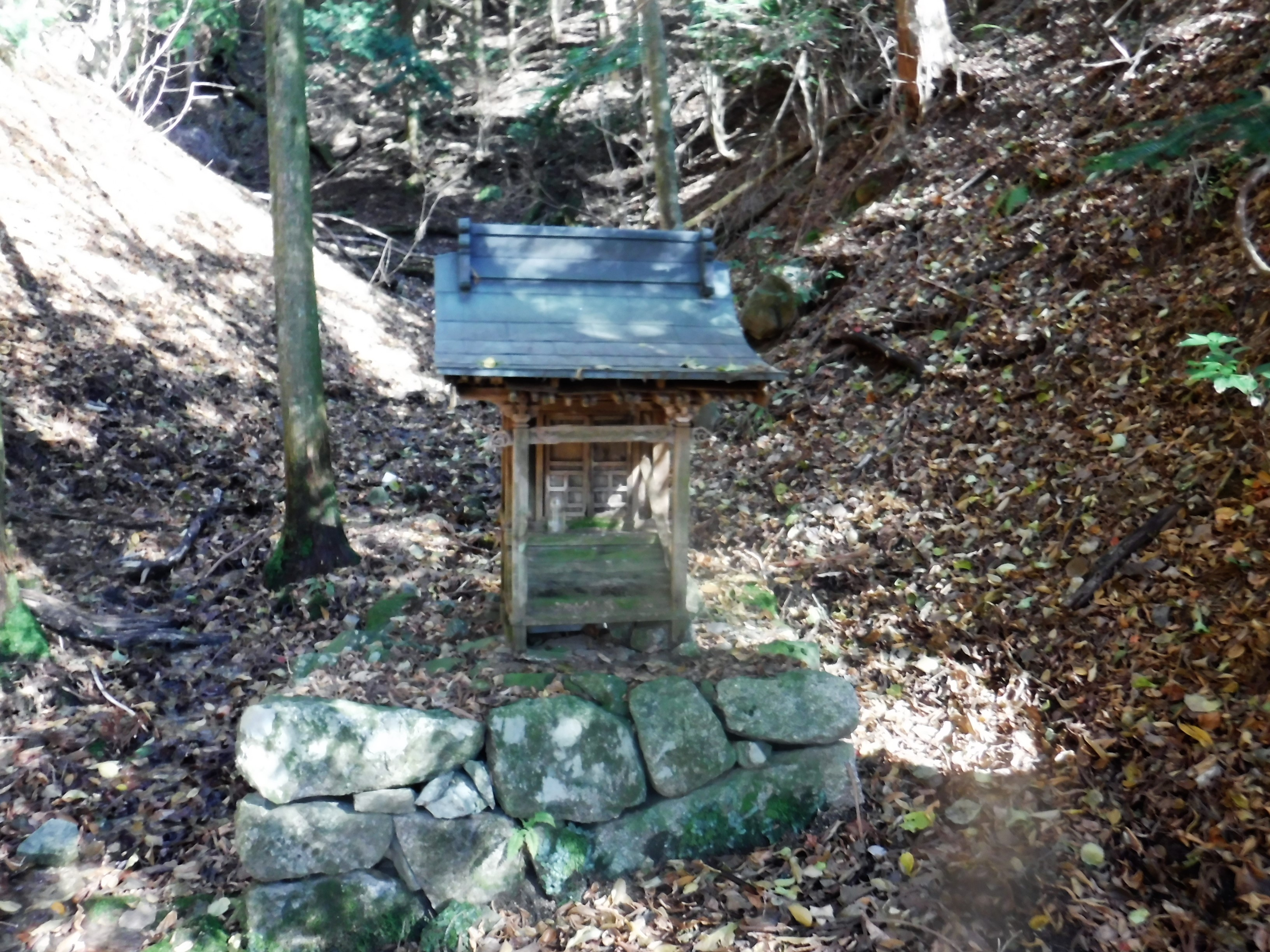
山頂手前にある河野川の源流を示す祠